# ピザ・ピザ

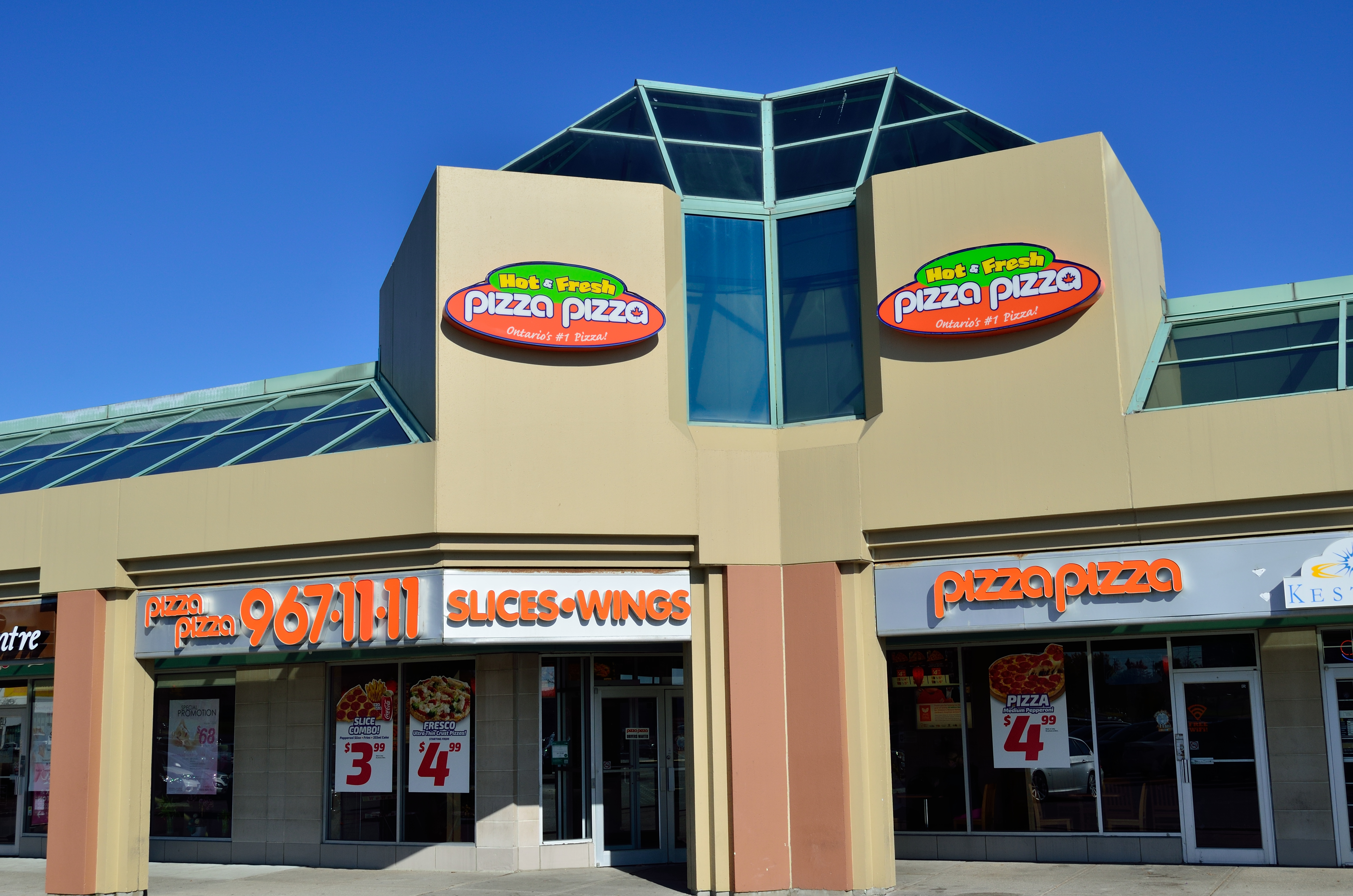
Pizza Pizza in Markham

ピザ・ピザ (Pizza Pizza) はカナダのオンタリオ州を中心にチェーン店を展開するファーストフード店。ピザやチキン、サンドウィッチなどを提供しており、大学の構内や映画館内といった新しい出店形式を多く採用している。ケベック州やアルバータ州などオンタリオ州以外の地域ではPizza 73のブランド名で営業している。ピザ一枚の価格は概ね10カナダ・ドル - 20カナダ・ドルほど。カナダ国内に500店舗ほどを展開している。

## 歴史
ピザ・ピザは1967年12月にトロント市内でMichael Oversが創業し、そこから1970年代にトロント周辺の地域、1980年代から1990年代にかけてはオンタリオ州全体にチェーン店を拡げていった。近年にはオンタリオ州外にも勢力を拡げており、2005年にはカナダ西部のローカルピザチェーン店を買収するとの旨を発表、実際に2007年6月にアルバータ州エドモントンに本拠地を置くPizza 73を傘下に加えた。また2006年にはケベック州へ進出することも発表し、NHLのモントリオール・カナディアンズのスポンサーになると同時にモントリオール市内に店舗をオープンさせた。
現在トロントを中心とするオンタリオ南部は241 PizzaやPizza Novaといったカナダの主要ピザチェーンのほかアメリカ資本のピザハット、ドミノ・ピザ、リトル・シーザーズなどがひしめく激戦区となっており、近年にはGrecoやPanagoといったカナダの大手ピザチェーンも続々と進出しておりピザ・ピザの強力な競争相手となっている。

## 経営戦略
ピザ・ピザは"Hot & Fresh（熱く作りたてで）"と"Ontario's #1 Pizza!（オンタリオ1番のピザ！）"を経営スローガンとしている。またトロント市内の注文受付の電話番号(416) 967-1111をリズミカルに歌う歌が有名であり、特に最後の7-1111(seven-eleven-eleven)のリズムは非常に印象に残りやすく、この歌をラジオやテレビで繰り返し流すことで同社の急速な発展に大きく寄与しているとしている。この"7-11-11"の番号はオンタリオ州以外でも注文電話番号の末尾5桁はこの数字で統一しており、ピザ・ピザのトレードマークである。
またピザ・ピザは以下の経営手法に関してもカナダで最も早い段階で導入している。
- 注文受付コールセンターの一元化
- ピザ宅配専用バッグの使用
- 電話帳の背表紙への広告
- クーポンや駐車券を新聞に貼る付箋広告

最近ではカナダで放送されているテレビドラマ『Degrassi: The Next Generation』でプロダクトプレイスメントを行っているほかポップカルチャーへの影響も強く、トロントのバンドMoxy Früvousの『King of Spain』という歌にはカナダにやってきたスペインの王がピザ・ピザで最低賃金での労働をするという歌詞があり、マイケル・ムーアの映画『Downsize This!』ではナイアガラの滝からカナダに入国しようとする不法移民に対して「カナダ人になりきるためにはピザ・ピザの電話番号を憶えることが重要だ」とアドバイスをするシーンがある。
一方アメリカ合衆国では「ピザ・ピザ」というフレーズは全米4位の大手ピザチェーンのリトル・シーザーズのスローガン「Pizza! Pizza!（ピザ！ピザ！）」として広く知れ渡っている。現在オンタリオ州ではピザ・ピザとリトル・シーザーズは競合関係にあり、ピザ・ピザ側は2社に混同の恐れがあるとしてリトル・シーザーズ側にピザ！ピザ！のスローガンをカナダ国内で使用しないようにとの訴えを起こし、認められたため現在リトル・シーザーズはカナダ国内でこのスローガンを使えない状態にある。

### スポーツへの協賛
ピザ・ピザは地元のスポーツチームへのスポンサー活動を数多く行っており、オタワでは地元のNHLチームであるオタワ・セネターズがホームリンクで6点以上を取って勝利した場合、翌日その入場チケットの半券で特定のピザ・ピザの店舗でピザ一切れが無料で食べられる。この活動は2005年/2006年シーズンの前半はかなりの注目をあつめ、ホームでの試合では約半数でこの条件(当シーズン時は5点以上)に当てはまるなどセネターズは目覚ましい活躍を見せた。2007年のプレーオフでは無料の条件としての得点が外されて勝利のみでピザ無料キャンペーンが行われ、ダニエル・アルフレッドソン、ダニー・ヒートリー、ジェイゾン・スペッツァの得点を挙げる三人で構成されるフォーメーションのトップラインは地元のメディアやファンによって「ピザ・ライン」と言われ親しまれている。
似たようなスポンサー活動はトロントでも行われ、NBAのトロント・ラプターズがホームゲームで100点以上の得点を挙げると翌日半券でピザ一切れが無料になるほか、メジャーリーグのトロント・ブルージェイズが金曜日が日曜日におこなわれるホームゲームでその日登板した投手が合計で7三振以上を奪うと、試合の結果に関係なく次の月曜日に半券とピザ一切れを交換できるキャンペーンを行っている。なお、この7奪三振以上の試合が祝日の月曜日に起こった場合は次の平日に半券とピザが交換できる。
またピザ・ピザはまったく拠点を持たない地区で行われるイベントにもテレビでの露出のみを目的とした広告を出すことでも知られており、ウィニペグで行われた第94回カナディアン・フットボール・リーグ・グレイ・カップではマニトバ州に一店舗も持たないにもかかわらず広告を出していた。過去にはカナダのチームとの対戦がおこなわれるアイスホッケー場のリンクに『ピザ・ピザ』と入った広告を出していたこともあったが、このフレーズはアメリカ国内ではリトル・シーザーズの商標として登録されているため、現在は『ピザ』のみの広告となっている。